# Княжа (страхова компанія)
ПрАТ «УСК «Княжа Вієнна Іншуранс Груп» — українська страхова компанія зі штаб-квартирою в Києві.
Входить до австрійської страхової групи «Vienna Insurance Group».

## Історія
- 1997 — у місті Рівне засновано регіональну страхову компанію «Княжа».
- 1998 — УСК «Княжа» стала членом Ліги страхових організацій України.
- 1999 — компанія отримала статус асоційованого члена Моторного (транспортного) страхового бюро України та стала членом Асоціації «Українське медичне страхове бюро».
- 2001 — компанія розпочала роботу на загальнонаціональному страховому ринку і відкрила свої відділення в більшості обласних центрів України.
- 2004 — головний офіс УСК «Княжа» переміщено до Києва. Відкрито 28 регіональних відділень по всій Україні.
- 2005 — УСК «Княжа» стала повноправним членом Моторного (транспортного) страхового бюро України, в результаті чого вийшла на ринок продажу полісів «Зелена карта».[1].

«Wiener Stadtische Versiherung AG», найбільша страхова компанія Австрії, придбала контрольний пакет акцій УСК «Княжа», внаслідок чого компанія стала частиною потужної міжнародної страхової групи — «Vienna Insurance Group».
Компанія нагороджена національною професійною премією «Український Фінансовий Олімп» у номінації «Розробка і реалізація зразкової стратегії розвитку сучасної страхової компанії».
- 2007 — компанія стала лауреатом професійного конкурсу «Банк і страхова компанія: надійне партнерство» у номінації «Кращі умови страхування для корпоративних клієнтів банку».[1]
- 2009 — Мажоритарний акціонер «Wiener Stadtische Versiherung AG» збільшив свою частку в компанії до 99,99%.

У вересні 2009 року компанія була перейменована в Приватне акціонерне товариство «Українська Страхова Компанія «Княжа Вієнна Іншуранс Груп».
УСК «Княжа Вієнна Іншуранс Груп» увійшла до числа ТОП-5 страховиків в сегментах ОСАГО і «Зелена картка».
- 2011 — статутний капітал компанії збільшено до 88,7 млн грн.

Згідно зі статистикою Моторного (транспортного) страхового бюро України УСК «Княжа Вієнна Іншуранс Груп» стала страховиком № 1 в сегменті «Зелена карта».
- 2013 —  українське рейтингове агентство «Стандарт-Рейтинг» оновило рейтинг фінансової стійкості УСК «Княжа Vienna Insurance Group» на рівні «uaAA+».

УСК «Княжа Вієнна Іншуранс Груп» представлена в кожному регіоні України, і має сильну регіональну мережу: 26 дирекцій, більше 200 регіональних центрів і більше 900 агентів.
УСК «Княжа Вієнна Іншуранс Груп» має 30 ліцензій на обов'язкове і добровільне страхування.
- 2014 — статутний фонд за рік збільшився на 10 млн грн до 98,7 млн грн, а страхові резерви на початку року становили 137,6 млн грн, а вже наприкінці — 157,4 млн грн.[1]
- 2015 — Компанія посіла перше місце в рейтингу надійності страхових компаній від «Forbes».[5]

В травні 2015 року введено в дію мобільний додаток за допомогою якого клієнти отримали доступ до процесу врегулювання страхової справи та можливість розрахунку та замовлення полісів з автострахування.
В цьому ж році впроваджено систему прискореної виплати за договорами обов'язкового страхування цивільно-правової відповідальності (ОСЦПВ) автовласників, яка передбачає страхове відшкодування за 3 робочі дні. Експрес врегулювання справи здійснюється за умови оформлення ДТП за Європротоколом.
Відкрито Центр врегулювання страхових випадків, співробітники якого проводять весь комплекс заходів, направлених на відшкодування наслідків страхової події. Кожен клієнт отримує персонального менеджера, який надає консультацію, допомагає в оформленні необхідних документів, здійснює огляд об'єкту страхування, визначає розмір і порядок виплати страхового відшкодування.
- 2016 — запроваджено сервіс безкоштовної доставки полісів «автоцивілки» по всій Україні.[7]

За підсумками 2016 року рейтингове агентство «Стандарт-Рейтинг» присвоїло «Княжій» високий рейтинг фінансової стійкості на рівні «uaAA+».
- 2017 — Компанія відкрила нову точку продажу у документ-сервісі «ГОТОВО!».[8]

Продовжуючи політику розвитку зручних онлайн-сервісів, в травні 2017 року клієнти компанії отримали можливість купувати добровільну автоцивілку та «Зелену картку» на сайті страхової компанії, разом з безкоштовною доставкою страхових полісів.
Запуск проекту «Cross-Selling VIG Ukraine» разом із сестринською компанією групи VIG в Україні - СК «Княжа Лайф Вієнна Іншуранс Груп», метою якого є перехресні продажі страхових продуктів через розгалужену мережу представництв СК «Княжа VIG».
7 серпня 2017 року УСК «Княжа Вієнна Іншуранс Груп» відзначила свій 20-річний ювілей роботи на страховому ринку України.
В вересні 2017 року, Наглядова Рада страхових компаній «Княжа VIG» та «Княжа Лайф VIG» приймає рішення про подальше зміцнення бренду «КНЯЖА» в Україні, та призначає Дмитра Грицуту, який з 2012 року очолює СК «Княжа», новим Головою Правління в СК «Княжа Лайф Вієнна Іншуранс Груп».
- 2018 — страхова компанія «Княжа» отримала статус асоційованого члена Федерації Роботодавців України.[13]

В квітні 2018 року, страхова компанія «Княжа Вієнна Іншуранс Груп» впровадила можливість придбати поліс автоцивілки (ОСЦПВ) в електронному вигляді, що дає можливість не їздити в страхову компанію для його придбання або не чекати на доставку паперового бланку. Таким чином, клієнти компанії отримали можливість купувати електронну автоцивілку в будь-який зручний час, з будь-якого куточку України, незалежно від того, наскільки далеко вони будуть знаходитися від офісу СК «Княжа».